# NGC 6292
NGC 6292 (другие обозначения — UGC 10684, MCG 10-24-93, ZWG 299.47, IRAS17024+6106, PGC 59498) — галактика в созвездии Дракон.
Этот объект входит в число перечисленных в оригинальной редакции «Нового общего каталога».